# Мендзигуж
Мендзигуж (пол. Międzygórz) — село в Польщі, у гміні Ліпник Опатовського повіту Свентокшиського воєводства.
Населення — 215 осіб (2011).
У 1975-1998 роках село належало до Тарнобжезького воєводства.

## Демографія
Демографічна структура на день 31 березня 2011 року:
|          | Загалом | Допрацездатний вік | Працездатний вік | Постпрацездатний вік |
| -------- | ------- | ------------------ | ---------------- | -------------------- |
| Чоловіки | 96      | 18                 | 64               | 14                   |
| Жінки    | 119     | 22                 | 59               | 38                   |
| Разом    | 215     | 40                 | 123              | 52                   |